# Контроль над озброєнням
Контроль над озброєнням це термін для міжнародних обмежень на розробку, виробництво, накопичення, розповсюдження та використання ручної вогнепальної зброї, конвенційних озброєнь та зброї масового ураження. Контроль над озброєннями, як правило, здійснюється за допомогою дипломатії, яка прагне накласти такі обмеження на учасників, які дали згоду, через міжнародні договори та угоди, хоча він також може включати зусилля нації або групи націй, щоб накласти обмеження на країну, яка не дала згоди.

## Введення в дію
Договори та угоди про контроль над озброєннями часто розглядаються як спосіб уникнути дорогих перегонів озброєнь, які можуть виявитися контрпродуктивними для національних цілей і майбутнього миру. Деякі з них використовуються як спосіб зупинити поширення певних військових технологій (таких як ядерна зброя або ракетна технологія) в обмін на гарантії потенційним розробникам, що вони не стануть жертвами цих технологій. Крім того, деякі угоди про контроль над озброєннями укладаються для обмеження шкоди, завданої війною, особливо цивільному населенню та навколишньому середовищу, що вважається поганим для всіх учасників, незалежно від того, хто виграє війну.
Хоча договори про контроль над озброєннями розглядаються багатьма прихильниками миру як ключовий інструмент проти війни, учасники часто сприймають їх просто як спосіб обмежити високі витрати на розробку та створення зброї та навіть зменшити витрати, пов’язані з самою війною. Контроль над озброєннями може навіть бути способом підтримки життєздатності військових дій шляхом обмеження тієї зброї, яка зробить війну настільки дорогою та руйнівною, що вона більше не стане життєздатним інструментом національної політики.

## Примусове виконання
Дотримання угод про контроль над озброєннями виявилося складним з часом. Більшість угод покладаються на постійне бажання учасників дотримуватися умов, щоб вони залишалися чинними. Зазвичай, коли країна більше не бажає дотримуватися умов, вони зазвичай намагаються або приховано обійти умови, або припинити свою участь у договорі. Це було видно з Вашингтонської морської угоди (і подальшої Лондонської морської угоди), де більшість учасників намагалися обійти обмеження, деякі більш законно, ніж інші. Сполучені Штати розробили кращу технологію, щоб отримати кращу продуктивність своїх кораблів, продовжуючи працювати в межах обмежень тоннажності, Велика Британія скористалася лазівкою в умовах, італійці неправильно представили тоннажність своїх суден, а Японія вийшовши за рамки обмежень вийшла з угоди. Країни, які порушили умови договору, не зазнали великих наслідків за свої дії. Трохи більше ніж через десять років договір було скасовано. Женевський протокол тривав довше і був більш успішним в повазі до його положень, але все ж нації порушували його за власним бажанням, коли відчували потребу. Застосування було випадковим, заходи були радше політичними, ніж дотриманням умов. Це означало, що санкції та інші заходи, як правило, пропагувалися проти порушників переважно їхніми природними політичними ворогами, тоді як їхні політичні союзники ігнорували порушення або вживали лише символічних заходів.
Останні договори про контроль над озброєннями передбачили більш суворі умови щодо контролю за порушеннями, а також перевірки. Останнє стало основною перешкодою для ефективного правозастосування, оскільки порушники часто намагаються приховано обійти умови угод. Перевірка — це процес визначення того, чи дотримується країна умов угоди, і включає в себе розкриття такої інформації учасниками, а також якийсь спосіб дозволити учасникам досліджувати один одного, щоб перевірити цю інформацію. Це часто передбачає стільки ж переговорів, скільки й самі обмеження, і в деяких випадках питання перевірки призвели до зриву переговорів щодо договору (наприклад, противники Договору про всеосяжну заборону ядерних випробувань вказували на перевірку як на головну проблему, яка зрештою не була ратифікована Сполученими Штатами).
Держави можуть залишатися в договорі, прагнучи порушити межі цього договору, а не виходити з нього. Це відбувається з двох основних причин. Відкрите порушення угоди, навіть якщо хтось виходить з неї, часто сприймається в поганому світлі з політичного погляду та може мати дипломатичні наслідки. Крім того, якщо хтось залишиться в угоді, конкуренти, які також беруть участь, можуть потрапити під обмеження умов, тоді як вихід звільняє ваших опонентів робити те ж саме, що й ви, обмежуючи переваги цього розвитку.

## Теорія контролю над озброєнням
Такі вчені та практики, як Джон Стейнбрунер, Джонатан Дін або Стюарт Крофт, активно працювали над теоретичним обґрунтуванням контролю над озброєннями. Контроль над озброєннями покликаний вирішити дилему безпеки. Він націлений на взаємну безпеку між партнерами та загальну стабільність (чи то в кризовій ситуації, чи то у великій стратегії, чи у стабільності, щоб покласти край перегонам озброєнь). Крім стабільності, контроль над озброєнням забезпечується зниженням витрат і обмеженням шкоди. Воно відрізняється від роззброєння, оскільки підтримка стабільності може дозволити взаємно контрольоване озброєння і не займає позицію миру без зброї. Тим не менш, контроль над озброєннями в принципі є оборонною стратегією, оскільки прозорість, рівність і стабільність не вписуються в наступальну стратегію.
Відповідно до дослідження 2020 року в American Political Science Review, контроль над озброєннями зустрічається рідко, оскільки успішні угоди про контроль над озброєннями передбачають складний компроміс між прозорістю та безпекою. Щоб угоди про контроль над озброєннями були ефективними, потрібен спосіб ретельної перевірки того, що держава дотримується угоди, наприклад, шляхом інтрузивних інспекцій. Однак держави часто неохоче підкоряються таким інспекціям, коли у них є підстави побоюватися, що інспектори використовуватимуть інспекції для збору інформації про можливості держави, які можуть бути використані в майбутньому конфлікті.

## Історія

### До XIX століття
Однією з перших зареєстрованих спроб контролю над озброєнням був набір правил, встановлених у Стародавній Греції Лігами Амфіктіонів. Постанови вказували, як можна вести війну, а порушення цього каралися штрафами або війною.
У VIII і IX століттях нашої ери мечі та кольчужні обладунки, виготовлені у Франкській імперії, користувалися великим попитом через свою якість, і Карл Великий (правління 768–814) заборонив їх продаж і експорт іноземцям, що каралося конфіскацією майна, або навіть смертю. Це була спроба обмежити володіння та використання цього обладнання ворогами франків, зокрема маврами, вікінгами та слов'янами.
Церква використовувала своє становище транснаціональної організації, щоб обмежити засоби ведення війни. Постанова «Мир Божий» 989 р. (продовжена в 1033 р.) захищала від війни мирне населення, аграрні та господарські об'єкти, майно церкви. Боже перемир'я 1027 року також намагалося запобігти насильству між християнами. Другий Латеранський собор у 1139 році заборонив використання арбалетів проти інших християн, хоча це не заборонило його використання проти нехристиян.
Розвиток вогнепальної зброї призвів до збільшення руйнівності війни. Жорстокість воєн у цей період призвела до спроб офіційно закріпити правила ведення війни з гуманним ставленням до військовополонених і поранених, а також правила захисту некомбатантів і розграбування їхнього майна. Однак у період до початку XIX століття було зафіксовано небагато офіційних угод про контроль над озброєннями, за винятком теоретичних пропозицій і тих, які були нав'язані переможеним арміям.
Одним із укладених договорів була Страсбурзька угода 1675 року. Це перша міжнародна угода, яка обмежує використання хімічної зброї, в даному випадку отруйних куль. Договір був підписаний між Францією та Священною Римською імперією.

### XIX століття
Угода Раша-Баго 1817 року між Сполученими Штатами та Сполученим Королівством була першим договором про контроль над озброєннями, який можна віднести до сучасної індустріальної епохи, що призвело до демілітаризації регіону Великих озер і озера Шамплейн у Північній Америці. За цим послідував Вашингтонський договір 1871 року, який призвів до повної демілітаризації.
Промислова революція призвела до збільшення механізації війни, а також до швидкого прогресу в розвитку вогнепальної зброї; збільшення потенціалу руйнування (що пізніше було помічено на полях битв Першої світової війни) призвело до того, що російський цар Микола II скликав лідерів 26 країн на Першу Гаазьку конференцію в 1899 році. Конференція призвела до підписання Гаазької конвенції 1899 року, яка призвела до появи правил оголошення та ведення війни, а також використання сучасної зброї, а також призвела до створення Постійного третейського суду.

### 1900 до 1945
У 1907 році була скликана Друга Гаазька конференція, яка призвела до доповнень і поправок до початкової угоди 1899 року. У 1915 році було скликано Третю Гаазьку конференцію, але її було скасовано через Першу світову війну.
Після Першої світової війни була створена Ліга Націй, яка намагалася обмежити та скоротити озброєння. Однак реалізація цієї політики не була ефективною. Різноманітні військово-морські конференції, такі як Вашингтонська військово-морська конференція, проводилися в період між Першою та Другою світовими війнами, щоб обмежити кількість і розмір основних військових кораблів п'яти великих морських держав.
Женевська конференція 1925 року призвела до заборони хімічної зброї (як токсичних газів) під час війни в рамках Женевського протоколу. Пакт Келлоґа-Бріана 1928 року, хоч і був неефективним, намагався «передбачити відмову від війни як інструменту національної політики».

### після 1945

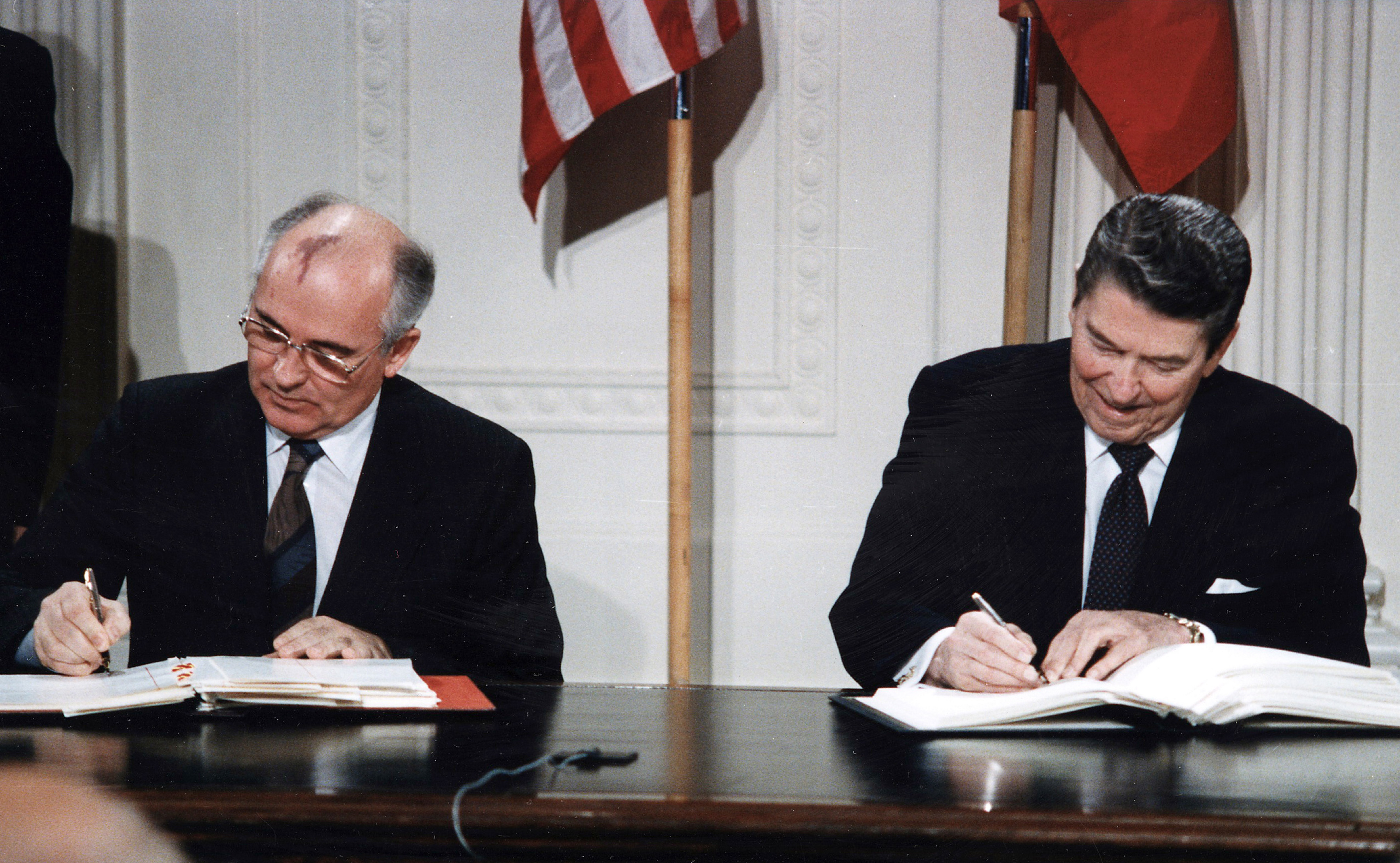
Радянський генеральний секретар Горбачов і президент США Рейган підписують Договір про РСМД у 1987 році.

Після Другої світової війни Організація Об'єднаних Націй була створена як орган, який сприяв би підтримці міжнародного миру та безпеки. Сполучені Штати запропонували план Баруха в 1946 році як спосіб запровадити суворий міжнародний контроль над ядерним паливним циклом і таким чином запобігти глобальним перегонам ядерних озброєнь, але Радянський Союз відхилив пропозицію, і переговори провалилися. Після промови президента Ейзенхауера «Атом заради миру» в 1953 році на Генеральній Асамблеї ООН, Міжнародне агентство з атомної енергії було створено в 1957 році для сприяння мирному використанню ядерної технології та застосування гарантій проти перенаправлення ядерного матеріалу з мирного використання на ядерну зброю.
Під егідою ООН у 1963 році було укладено Договір про часткову заборону ядерних випробувань, який мав на меті припинити випробування ядерної зброї в атмосфері, під водою та в космосі. Договір про нерозповсюдження ядерної зброї (ДНЯЗ) 1968 року був підписаний, щоб запобігти подальшому розповсюдженню технологій ядерної зброї в країни за межами п’яти країн, які вже володіли нею: Сполучені Штати, Радянський Союз, Велика Британія, Франція та Китай. З трьома основними цілями: встановлення нерозповсюдження за допомогою інспекцій, скорочення ядерної зброї та право на використання ядерної енергії в мирних цілях, цей договір спочатку зустрів деяке небажання з боку країн, які розвивають власні ядерні програми, таких як Бразилія, Аргентина та Південна Африка. Проте всі країни, за винятком Індії, Ізраїлю, Пакистану та Південного Судану, вирішили підписати або ратифікувати документ.
Переговори про обмеження стратегічних озброєнь (SALT) між Сполученими Штатами та Радянським Союзом наприкінці 1960-х – на початку 1970-х років призвели до подальших угод щодо контролю над озброєннями. Переговори SALT I призвели до Договору про протиракетну оборону та Тимчасової угоди про обмеження стратегічних озброєнь (див. SALT I), обидва в 1972 році. Переговори щодо SALT II почалися в 1972 році, а угода була укладена в 1979 році. Через вторгнення Радянського Союзу в Афганістан Сполучені Штати ніколи не ратифікували договір, але угоди дотримувалися обидві сторони.
Договір про ліквідацію ракет середньої і меншої дальності був підписаний між Сполученими Штатами та Радянським Союзом у 1987 році та ратифікований у 1988 році, що призвело до угоди про знищення всіх ракет із радіусом дії від 500 до 5500 кілометрів. Це сталося в контексті пожвавлення руху за мир протягом попереднього десятиліття, який включав величезні демонстрації по всьому світу за ядерне роззброєння.
У 1993 році була підписана Конвенція про заборону хімічної зброї, яка забороняє виробництво та використання хімічної зброї.
Угоди про скорочення стратегічних озброєнь були підписані США та Радянським Союзом як START I та START II, що додатково обмежує озброєння. Це було додатково просунуто Договором про скорочення стратегічних наступальних озброєнь, який, у свою чергу, був замінений Новим договором СНО.

Голосування в ООН щодо прийняття Угоди про заборону ядерної зброї 7 липня 2017 року

Договір про всеосяжну заборону випробувань був підписаний у 1996 році, який забороняє всі ядерні вибухи в будь-якому середовищі, для військових чи цивільних цілей, але він не набув чинності через нератифікацію вісьмома конкретними державами.
У 1998 році ООН заснувала Управління ООН з питань роззброєння (UNODA). Його метою є сприяння ядерному роззброєнню та нерозповсюдженню, а також посиленню режимів роззброєння щодо іншої зброї масового знищення, хімічної та біологічної зброї. Воно також сприяє роззброєнню у сфері звичайних озброєнь, особливо наземних мін і стрілецької зброї, які часто є зброєю вибору в сучасних конфліктах.[джерело?]
На додаток до договорів, зосереджених головним чином на припиненні розповсюдження ядерної зброї, нещодавно відбувся рух щодо регулювання продажу та торгівлі звичайною зброєю. Станом на грудень 2014 року ООН готується до вступу в силу Договору про торгівлю зброєю, який ратифікували 89 держав. Однак наразі він не ратифікований ключовими виробниками зброї, такими як Росія та Китай, і хоча Сполучені Штати підписали договір, вони ще не ратифікували його. Угода регулює міжнародну торгівлю майже всіма категоріями звичайних озброєнь – від стрілецької зброї до бойових танків, бойових літаків і військових кораблів. Боєприпаси, а також частини та компоненти також охоплюються.
Нещодавно Організація Об’єднаних Націй оголосила про прийняття Договору про заборону ядерної зброї у 2020 році після 50-ї ратифікації або приєднання держав-членів.

## Перелік договорів і конвенцій, що стосуються контролю над озброєннями
Далі перелічені деякі з найважливіших міжнародних угод щодо контролю над озброєнням:
- Версальська угода, 1919 – обмеження чисельності німецьких військ після Першої світової війни
- Вашингтонська морська угода, 1922–1939[a] (як частина морських конференцій) – встановити обмеження на будівництво лінкорів, лінійних крейсерів і авіаносців, а також квоти на тоннаж крейсерів, есмінців і підводних човнів між Сполученими Штатами, Сполученим Королівством, Японією, Францією та Італією
- Женевський протокол, 1925 – заборонив використання біологічної[en] та хімічної зброї у бою
- Угода про Антарктику, підписана 1959 р., набула чинності 1961 р. – заборонено військовий конфлікт у Антарктиді
- Угода про часткову заборону ядерних випробувань, підписана та набула чинності 1963 р. – заборонені випробування ядерної зброї в атмосфері
- Угода про космос, підписана і набрала чинності в 1967 році[35] – заборонено розгортання зброї масового ураження, включаючи ядерну зброю, у космосі
- Угода про нерозповсюдження ядерної зброї, підписана у 1968 р., набула чинності в 1970 р. – забороняла країнам, які не мають ядерної зброї, отримувати її, водночас зобов'язуючи ядерні держави остаточно роззброїтися
- Угода про морське дно[en], підписана 1971, набула чинності 1972[36] – заборонені підводні ядерні випробування
- Угода про обмеження стратегічних озброєнь (SALT I), підписана і ратифікована 1972 р., чинна 1972–1977 рр. – обмежене впровадження нових пускових міжконтинентальних балістичних ракет та балістичних ракет підводних човнів
- Угода про обмеження системи протиракетної оборони, підписана і набула чинності 1972 р., припинено після виходу США з 2002 р. – обмежено протибалістичні ракети
- Конвенція про біологічну зброю, підписана 1972, набула чинності 1975[37] – заборонене виробництво біологічної зброї
- Угода про бмеження масштабу випробувань[en], підписана 1974, набула чинності 1990 – обмеження випробувань ядерної зброї до 150 кілотонн
- SALT II підписана в 1979 році, так і не набула чинності – обмежене виробництво дальніх та міжконтинентальних балістичних ракет
- Конвенція впливу на довколишнє середовище, підписаний 1977, набув чинності 1978 – заборонено військове використання методів зміни навколишнього середовища
- Конвенція про конкретні види звичайної зброї, підписана 1980 р., набула чинності 1983 р. – обмежено визначені звичайні озброєння[en] такі як наземні міни, запалювальна зброя[en], та променеву зброю а також вимагала очищення від нерозірваних боєприпасів.
- Угода щодо Місяця, підписана 1979, набула чинності 1984[b] – забороняє мілітаризацію Місяця
- Угода про ліквідацію ракет середньої та малої дальності (ДРСМД), підписана у 1987 році, набрала чинності у 1988 році, Сполучені Штати та Росія оголосили про вихід у 2019 році – обмежено балістичних ракет малої та середньої дальності
- Угода про звичайні збройні сили в Європі, (ДЗЗСЄ) підписана 1990 р., набула чинності 1992 р.[c] – встановлено обмеження на розгортання звичайних військових сил у Європі між НАТО та Варшавським пактом
- Віденський документ, прийнятий 1990, оновлений 1992, 1994, 1999, 2011[38] – Європейська угода про заходи зміцнення довіри та безпеки[en] наприклад, попереднє повідомлення про діяльність військових сил та інспекції військової діяльності
- Угода про скорочення стратегічних озброєнь I (START I), підписана в 1991 році, набула чинності в 1994 році, закінчилася в 2009 році (START I був наступником минулих угод ОСО.) – передбачала обмеження стратегічних наступальних озброєнь
- Конвенція про хімічну зброю, підписана 1993, набула чинності 1997 – заборонено виробництво та накопичення хімічної зброї
- СНО-2, підписана у 1993 р., ратифікована у 1996 р. (Сполучені Штати) і 2000 р. (Росія), припинення дії після виходу Росії з 2002 р.[39] — заборонені міжконтинентальні балістичні ракети з роздільними головними частинами з блоками індивідуального наведення
- Угода про відкрите небо, підписана 1992, набула чинності 2002[40] – дозволила неозброєні розвідувальні польоти між НАТО і Росією
- Угода про всеосяжну заборону ядерних випробувань, підписана 1996 р., не набула чинності. – заборонені випробування ядерної зброї
- Оттавська конвенція щодо протипіхотних мін, підписана 1997, набула чинності 1999[d]
- Угода про скорочення стратегічних наступальних озброєнь (SORT), підписана 2002 р., набула чинності 2003 р., закінчується 2012 р. – обмеження ядерних боєголовок
- Міжнародний кодекс поведінки проти розповсюдження балістичних ракет[en], підписаний 2002 – обмежене розповсюдження балістичних ракет
- Конвенція про касетні боєприпаси, підписана 2008, набула чинності 2010[41][42][43][44] – забороняє розгортання, виробництво та накопичення касетні бомби
- Угода про новий СТАРТ, підписана Росією та США у квітні 2010 року, набула чинності у лютому 2011 року[45][46][47][48] – скоротили стратегічні ядерні ракети вдвічі
- Угода про торгівлю зброєю, укладена у 2013 році, набрала чинності 24 грудня 2014 року[49] – регулює торгівлю звичайними озброєннями
- Угода про заборону ядерної зброї, підписана у 2017 році, набула чинності в січні 2021 року – забороняє ядерну зброю

### Угоди про зону, вільну від ядерної зброї
- Договір Тлателолько (Латинська Америка та Кариби), підписана 1967, набула чинності 1972
- Угода Раротонга[en] (Південна частина Тихого океану), підписана 1985, набула чинності 1986[50]
- Бангкокська угода[en] (Південно-Східна Азія), підписана 1995, набула чинності 1997[51]
- Угода Пеліндаба (Африка), підписана 1996, набула чинності 2009
- Семипалатинська угода[en] (Центральна Азія), підписана 2006, набула чинності 2008[52]

Інші договори також передбачають створення ЗВЯЗ серед інших цілей, серед яких:
- Угода про Антарктику, підписана 1959, набула чинності 1961
- Угода про космос, підписана і набрала чинності в 1967 році
- Угода щодо морського дна[en], підписана 1971, набула чинності 1972

### Угоди не набрали чинності
- Угода про всеосяжну заборону ядерних випробувань, підписана 1996 р. – забороняє випробування ядерної зброї

### Пропоновані угоди
- Угода про припинення виробництва матеріалів, що розщеплюються[en][53] – заборонить будь-яке подальше виробництво розщеплюваних матеріалів
- Конвенція про ядерну зброю[en] – заборонить ядерну зброю

### Режими експортного контролю
- Комітет Цангера[en] від 1971
- Група ядерних постачальників (ГЯП) від 1974
- Австралійська група від 1985
- Режим контролю ракетних технологій (РКРТ), від 1987
- Вассенаарські угоди, від 1996

### Необов'язкові декларації
- Декларація Аякучо[en] 1974

## Організації контролю над озброєнням
Міжурядовими організаціями з контролю над озброєнням є:
- Міжнародне агентство з атомної енергії (МАГАТЕ)
- Організація із заборони хімічної зброї (ОЗХЗ)
- Організація з безпеки і співробітництва в Європі (ОБСЄ) який має інші функції, крім контролю над озброєнням
- Підготовча комісія Організації Договору про всеосяжну заборону ядерних випробувань (CTBTO ПідгКом)
- Конференція з роззброєння (КР)
- Управління ООН з питань роззброєння[en] (UNODA)
- Інститут ООН з дослідження проблем роззброєння (UNIDIR)
- натепер розформована Комісія ООН з моніторингу, перевірки та інспекції[en] (UNMOVIC), наступник Спеціальної комісії ООН[en] (UNSCOM)
- невдала пропозиція[54] щодо Організації із заборони біологічної зброї

Існують також численні неурядові організації, які сприяють глобальному скороченню ядерної зброї та пропонують дослідження та аналіз політики США щодо ядерної зброї. Головною серед цих організацій є Асоціація контролю над озброєнням, заснована в 1971 році для сприяння громадському розумінню та підтримці контролю над озброєнням. Інші включають:
- Федерація американських науковців[en] (ФАН)—заснована в 1945 році як Федерація вчених-атомників ветеранами Мангеттенського проєкту.
- Кампанія за ядерне роззброєння—провідна організація з питань роззброєння у Великій Британії, заснована в 1957 році.
- Акція миру[en]—раніше SANE (Комітет розумної ядерної політики), заснований у 1957 році
- Лікарі за соціальну відповідальність[en] (PSR)—заснована Бернардом Лауном в 1961.
- Рада за придатний для життя світ[en]—заснований у 1962 році фізиком Лео Сілардом та іншими вченими, які вважали, що ядерну зброю слід контролювати та зрештою ліквідувати.
- Стокгольмський інститут дослідження проблем миру (SIPRI)—заснований в 1966 році.
- Союз небайдужих вчених[en] (UCS)—заснований у 1969 році викладачами та студентами Массачусетського технологічного інституту.
- Асоціація контролю над озброєнням[en]—заснована в 1971 році.
- Центр контролю над озброєннями та нерозповсюдженням[en]—заснована в 1980 році як дочірня організація Ради за придатний для життя світ(інші мови).
- Лікарі світу за запобігання ядерної війни (IPPNW)—заснована в 1981 році.
- Альянс за ядерну відповідальність[en]—національна мережа організацій, що працюють над вирішенням питань виробництва ядерної зброї та очищення відходів, заснована в 1987 році як Мережа військового виробництва.
- Глобальний нуль[en]—заснована в 2008 році.
- Т.М.Ц. Інститут Ассера[en]—заснована в 1965 році.

## Зауваження
1. ↑  Термін дії останнього договору військово-морської конференції мав de jure закінчитися в 1942 р., але фактично він перестав виконуватися з початком Другої світової війни
2. ↑  Угода щодо Місяця набула чинності в 1984 році, але переважна більшість держав не підписали і не ратифікували її, включаючи основні космічнобудівні держави
3. ↑  Поправки до Угоди ЗЗСЄ були погоджені в 1996 році, але так і не набули чинності. Росія оголосила про намір припинити дію угоди в 2007 році.
4. ↑  Найбільші виробники протипіхотних мін, Китай, Росія та Сполучені Штати, не приєдналися до Оттавської конвенції щодо протипіхотних мін.

## Додаткова література
- Adelman, Kenneth L. (1986). Arms control and human rights. World Affairs. 149 (3): 157—162. JSTOR 20672104.
- Amnesty International (2014). Arms control and human rights. amnesty.org. Amnesty International.
- Bailes, Alyson J. K. "The changing role of arms control in historical perspective." in Arms Control in the 21st Century (2013): 15-38.
- Coe, Andrew J. and Jane Waynman. 2019. "Why Arms Control Is So Rare]]." American Political Science Review. doi:10.1017/S000305541900073X|
- Croft, Stuart. Strategies of arms control: a history and typology (Manchester University Press, 1996).
- Foradori, Paolo, et al. eds. Arms Control and Disarmament: 50 Years of Experience in Nuclear Education (2017) excerpt
- Форсберг, Рендалл[en], ed., Arms Control Reporter 1995–2005. Cambridge: MIT Press, 1995–2004.
- Gillespie, Alexander. A History of the Laws of War: Volume 3: The Customs and Laws of War with Regards to Arms Control (Bloomsbury Publishing, 2011).
- Glynn, Patrick. Closing Pandora's Box: Arms Races, Arms Control, and the History of the Cold War (1992) online
- Graham Jr, Thomas. Disarmament sketches: Three decades of arms control and international law (University of Washington Press, 2012).
- Kaufman, Robert Gordon. Arms Control During the Pre-Nuclear Era (Columbia University Press, 1990).
- Larsen, Jeffrey A. Historical dictionary of arms control and disarmament (2005) online
- Mutschlerm, Max M. Arms Control in Space: Exploring Conditions for Preventive Arms Control (Palgrave Macmillan, 2013).
- Reinhold, Thomas, and Christian Reuter. "Arms control and its applicability to cyberspace." in Information Technology for Peace and Security: IT Applications and Infrastructures in Conflicts, Crises, War, and Peace (2019): 207-231.
- Smith, James M. and Gwendolyn Hall, eds. Milestones in strategic arms control, 1945–2000: United States Air Force roles and outcomes (2002) online
- Thompson, Kenneth W., ed. Presidents and Arms Control: Process, Procedures, and Problems (University Press of America, 1997).
- Williams Jr, Robert E., and Paul R. Viotti. Arms Control: History, Theory, and Policy (2 vol. ABC-CLIO, 2012).
- Young, Nigel J. ed. The Oxford International Encyclopedia of Peace (4 vol. 2010) 1:89–122.

### Першоджерела
- U.S. Arms Control and Disarmament Agency. Arms Control and Disarmament Agreements: Texts and Histories of the Negotiations (1996) ISBN 9780160486890

## Зовнішні посилання
- online books on arms control
- Arms Control and Nonproliferation: A Catalog of Treaties and Agreements Дослідницька служба Конгресу[en], May 8, 2018.
- The Arms Trade Treaty at a Glance. armscontrol.org. Arms Control Association. July 2013.

- National Counterproliferation Center – Office of the Director of National Intelligence
- UN – Disarmament Affairs
- Center for Arms Control and Non-Proliferation
- Council for a Livable World
- Stockholm International Peace Research Institute's Research on Arms Control and Non-Proliferation
- Lecture by Masahiko Asada entitled Nuclear Weapons and International Law in the Lecture Series of the United Nations Audiovisual Library of International Law
- Disarmament insight website